# Grotsztaksel
Grotsztaksel – rodzaj żagla trójkątnego, podnoszonego pomiędzy stengą grotmasztu a kolumną fokmasztu. Występuje na jednostkach z ożaglowaniem skośnym (szkuner sztakslowy) oraz rejowym (m.in. bryg, bark, fregata). 